# Каллистрат (католикос-патриарх всея Грузии)
Католико́с-Патриа́рх Каллистра́т (груз. კათოლიკოს-პატრიარქი კალისტრატე, в миру Каллистра́т (Бичико́) Миха́йлович Цинца́дзе, груз. კალისტრატე (ბიჭიკო) მიხეილის ძე ცინცაძე; 12 апреля 1866, село Тобаниери, Кутаисский уезд, Кутаисская губерния, Российская империя — 3 февраля 1952, Тбилиси) — епископ Грузинской православной церкви, Католикос-Патриарх всея Грузии, архиепископ Мцхетский и Тбилисский.
Был видным историком и источниковедом Грузинской церкви, исследователем наследия Шота Руставели и грузинской христианской литературы. Ему принадлежит ряд важных научных статей и монографий. Доктор богословия. Решением Священного синода Грузинской православной церкви от 22 декабря 2016 года причислен к лику святых Грузинской православной церкви.

## Биография
Родился 12 апреля 1866 года в семье священника в селе Тобаниери в Имеретии (ныне Ванский район).
Учился в Кутаисском духовном училище, а затем — в Тифлисской духовной семинарии, которую окончил в 1888 году. Выделялся и в том, и в другом учебном заведении своими способностями и прилежанием, окончил духовное училище и духовную семинарию первым по списку.
Его, как одарённого студента, Давид Сараджишвили за свой счёт отправил в Киевскую духовную академию, которую он окончил в 1892 году со званием кандидата богословия.
В Киеве он познакомился со своей будущей женой немкой Отилией Томас, лютеранкой по вероисповеданию. Вскоре она приняла православие с именем Нино.
В 1892 году Каллистрат Цинцадзе был рукоположен в сан священника к Дидубийской церкви Тифлиса (ныне Тбилиси). В 1903 году переведен был в Тифлисскую Квашветскую церковь.

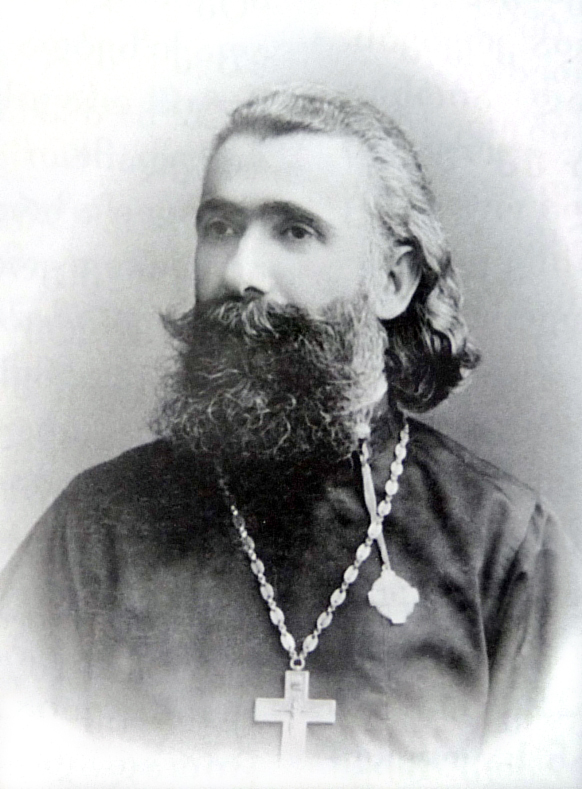
Протоиерей Каллистрат Цинцадзе

В 1909 году возведен был в сан протоиерея.
Проходя в течение тридцати двух лет служение в различных храмах Тифлиса занимал следующие должности: был законоучителем Дворянской гимназии, мужской гимназии имени Левандовского, 1-й мужской гимназии и был членом правления Тифлисской духовной семинарии. При этом пастырская деятельность сочеталась в его жизни с общественной.
Будучи священником, отец Каллистрат вместе с тем в разное время исполнял обязанности члена Городской думы, секретаря и члена учёных обществ. Был сторонником восстановления автокефалии Грузинской Церкви.
После открытия Тбилисского университета в 1918 году ему предложили звание профессора и возможность чтения лекций, но взамен потребовали остричь бороду и снять рясу, на что протоиерей Каллистрат ответил отказом: «Моей пастве не изменю!» Тем не менее это не помешало ему пожертвовать свою огромную библиотеку только что основанному университету.
В 1923 году Каллистрата Цинцадзе вместе с Католикосом-Патриархом Амвросием и другими священниками арестовали и посадили в Метехскую тюрьму. Вышел на свободу в 1925 году.
Овдовев, 31 октября 1925 года без пострижения в монашество был хиротонисан во епископа и одновременно возведён в сан митрополита Манглисского.
21 июня 1932 года на VI Соборе Грузинской Церкви был избран католикосом-патриархом всея Грузии, архиепископом Мцхетским и Тбилисским. 24 июня состоялась его интронизация в соборе Светицховели.
Вступив в управление Церковью, он стремился приостановить процесс закрытия, разрушения и разграбления храмов и монастырей, старался сохранить лояльные отношения с советской властью и добивался облегчения налогового гнёта на Церковь. Он не раз обращал внимание советских властей на нарушения закона «О свободе совести». Благодаря совместным действиям Католикоса-Патриарха и грузинской интеллигенции от разрушения были спасены тбилисские храмы Метехи и Кашвети, а также церкви Гелатского монастыря. Особой заботой Католикоса-Патриарха было добиться признания самопровозглашённой автокефалии Грузинской Церкви поместными Православными Церквами.
Во время Великой Отечественной войны советское правительство смягчило свою религиозную политику и католикос-патриарху удалось добиться улучшения положения Церкви. По личному ходатайству католикоса-патриарха за время войны из лагерей были выпущены епископ Ефрем (Сидамонидзе), протоиерей Иоанн Лозовой, протодиакон Амвросий Ахобадзе; были открыты 23 церкви.
Уже 7 ноября 1942 года газета Известия опубликовала юбилейное приветствие Сталину за подписью Католикос-Патриарха Каллистрата (телеграмма местоблюстителя Московского патриаршего престола митрополита Сергия (Страгородского) появилась тремя днями позже, 10 ноября). Избрание митрополита Сергия патриархом дало повод католикосу прислать поздравительную телеграмму 14 сентября 1943 года с выражением надежды на упорядочение отношений между Церквами. Восстановление общения последовало 31 октября того же года, ознаменовавшись сослужением католикоса-патриарха с архиепископом Ставропольским Антоний (Романовский) в кафедральном Сионском соборе Тбилиси. 10 ноября 1943 года Священный Синод, заслушав доклад архиепископа Ставропольского Антония, определил: «молитвенное и евхаристическое общение между обеими автокефальными Церквами-Сестрами, Русской и Грузинской, к нашей общей радости, восстановленным». Этим же решением в подчинение Грузинской православной церкви передавались русские приходы на всей территории Грузинской ССР с предоставлением им права «сохранять в своей богослужебной и приходской практике те порядки и обычаи, которые они наследовали от Русской Церкви», кроме того Синод определил «просить Святейшего Патриарха-Католикоса принимать к своему разрешению церковные дела и православных русских приходов, находящихся в Армении, которые хотя и проживают вне пределов Грузинской ССР, но по дальности расстояния и другим подобным внешним причинам затрудняются обратиться к подлежащей русской церковной власти».
В годы войны Грузинская Церковь собирала пожертвования на нужды фронта, за что католикос-патриарх неоднократно получал благодарственные телеграммы от И. В. Сталина. 2 февраля 1943 года в газете «Известия» было опубликовано адресованное Сталину сообщение Католикоса-Патриарха Каллистрата о том, что «верующие Грузинского Католикосата вносят в отделение Государственного Банка 85.000 рублей на нужды Красной Армии» и краткий ответ Сталина. 8 марта 1944 года в «Известиях» была опубликована «просьба» Католикоса-Патриарха Каллистрата «принять на праздничные подарки героям защитникам Родины незначительное приношение в 150.000 рублей» с кратким ответом Сталина.
28 марта 1945 года возглавил Церковный Собор Грузинской Православной Церкви который принял новое «Положение об управлении Грузинской Православной Церковью».
Участник проходившего с 31 января по 2 февраля 1945 год Поместного Собора Русской Православной Церкви.

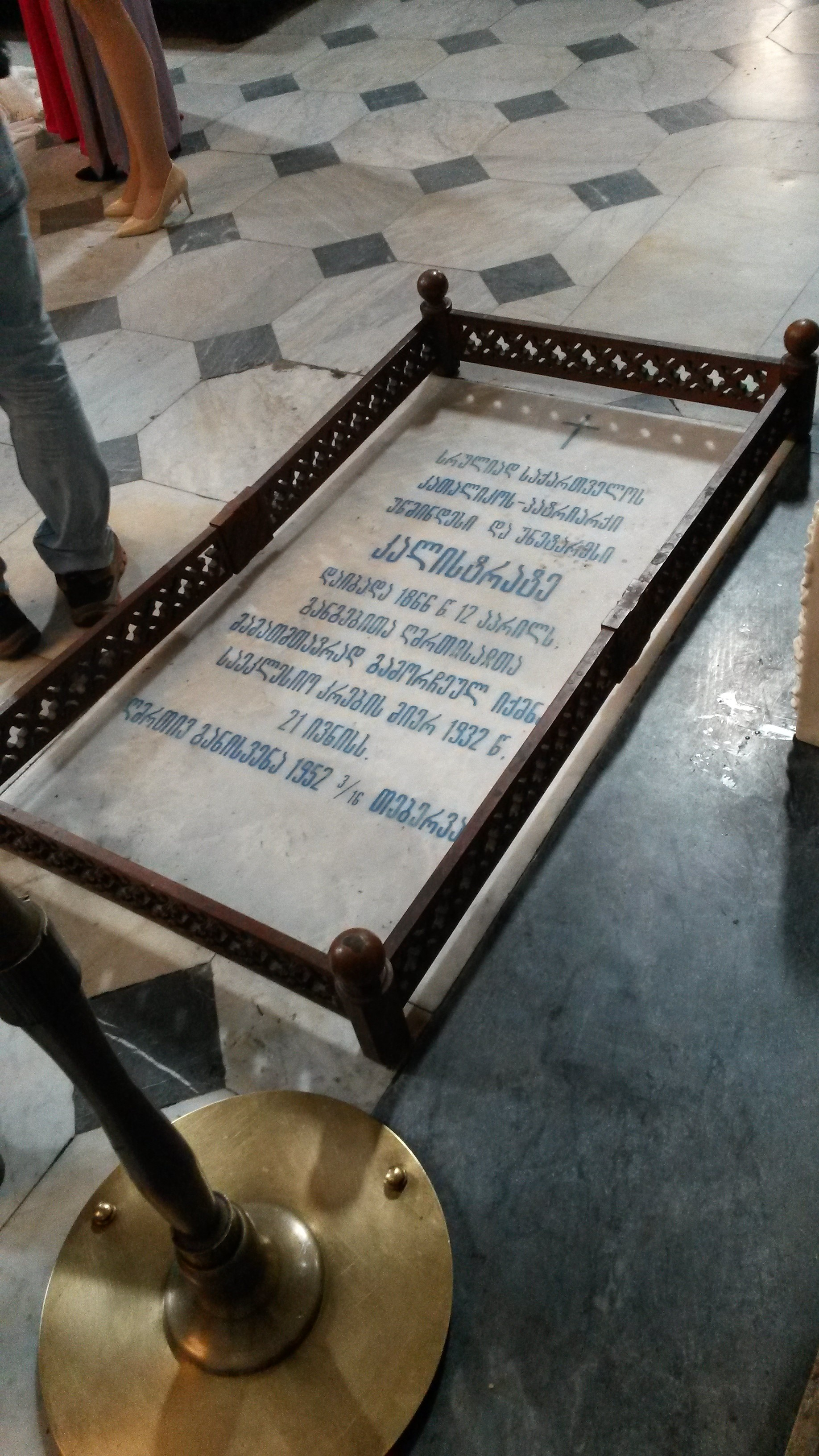
Могила Патриарха Каллистрата в Сионском соборе

Участник проходивших в июле 1948 года торжеств, посвящённых 500-летию автокефалии Русской Православной Церкви и совещания глав поместных Православных Церквей в Москве. Как старейший по возрасту из всех присутствовавших, восседал неизменно по правую руку Патриарха Московского и всея Руси Алексия I, в чёрной рясе и черном куколе с бриллиантовым крестом.
5 августа 1950 года годы участвовал в трёхсторонней встрече в Тбилиси с патриархом Московским и всея Руси Алексием I и католикосом всех армян Геворгом VI.
23 июля 1951 года был участником собрания предстоятелей пяти автокефальных Православных Церквей в Троице-Сергиевой Лавре.
Скончался 3 февраля 1952 года в Тбилиси. На его погребении в Тбилисском Сионском соборе присутствовала делегация Русской Православной Церкви. Погребён в Сионском соборе.
Именем Калистрата Цинцадзе названа улица в Тбилиси.

## Публикации
- Автокефалия Грузинской Церкви (Исторический очерк IV—XI вв.). — Тифлис, 1905
- Историческая справка по вопросу об автокефальности Грузинской Церкви: Ответ Г. В. Самуилову. Тифлис, 1906.
- Телеграмма [Патриаршему Местоблюстителю Преосвященному Алексию, Митрополиту Ленинградскому и Новгородскому] // Журнал Московской Патриархии. 1944. — № 7. — С. 6.
- К народам всего мира // Журнал Московской Патриархии. М., 1945. — № 2. — С. 1 (с Патриархом Александрийским Христофором II, Патриархом Антиохийским Александром III, Патриархом Московским Алексием I, митрополитом Фиатриским Германом, Архиепископом Севастийским Афинагором, митрополитом Скоплянским Иосифом, епископом Аржешским Иосифом)
- Приветственная телеграмма Святейшему Патриарху Алексию ко дню новолетия и к празднику Рождества Христова // Журнал Московской Патриархии. 1947. — № 1. — С. 9.
- Телеграмма Святейшему Патриарху Алексию [поздравление с 800-летием престольного града Москвы] // Журнал Московской Патриархии. 1947. — № 10. — С. 7.
- Речь на торжественном заседании 8 июля 1948 г. в храме Воскресения Христова, что в Сокольниках г. Москвы // Журнал Московской Патриархии. 1948. — № 8. — С.9-10.
- Слово на Святую Пасху, сказанное в Сионском соборе в Тбилиси 24 апреля 1949 г. // Журнал Московской Патриархии. 1949. — № 5. — С. 34-35.
- Иосифу Виссарионовичу Сталину [поздравление с 70-летием] // Журнал Московской Патриархии. 1950. — № 1. — С. 5.
- Ответная телеграмма Святейшему Патриарху Алексию [благодарность за поздравление с днём памяти равноапостольной Нины] // Журнал Московской Патриархии. 1950. — № 3. — С. 6.
- Ответ на Обращение Святейшего Патриарха Алексия // Журнал Московской Патриархии. 1950. — № 7. — С.12.
- Обращение Предстоятелей Русской, Грузинской и Армянской Церквей к христианам всего мира [о борьбе за мир] // Журнал Московской Патриархии. 1950. — № 8. — С. 5-7. (с Патриархом Московским Алексием и Алексий I, Верховным Патриархом-Католикосом всех армян Георгом VI)
- Обращение к христианам всего мира // Журнал Московской Патриархии. 1951. — № 8. — С. 3-5. (с Патриархом Антиохийским Александром, Патриархом Московским Алексием, Патриархом Румынским Юстинианом, Митрополитом Пловдивским Кириллом)
- Речь на Грузинской Республиканской Конференции сторонников мира в Тбилиси 19 сентября 1951 г. // Журнал Московской Патриархии. 1951. — № 11. — С. 26-27.
- Речь на Третьей Всесоюзной конференции сторонников мира // Журнал Московской Патриархии. 1951. — № 12. — С. 18-19.